# Eristalis bardus
Eristalis bardus — вид двокрилих комах родини дзюрчалки (Syrphidae) з багатого роду бджоловидка. Поширений у  Північній Америці від Аляски й Канади, на південь до штатів Канзас, Колорадо, округу Колумбія.

## Опис
Схожий на маленького джмеля, дуже волохатий. Джгутик антенни волохатий. Середньоспинка одноколірна, з поперечною перепаскою чорних волосків, щиток жовтий. Черевце вкрите довгими волосками мінливих кольорів: чорними, жовтими, рудими. Лапки задніх ніг жовтогарячі, що відрізняє цей вид від схожих видів цього роду.

## Спосіб життя
В Канаді імаго трапляються впродовж літа. Доросла муха імітує джмеля Bombus terricola і разом з ним та дзюрчалкою Mallota bautias утворює комплекс мімікрії. Субстрат розвитку личинок невідомий. На мухах трапляються німфи кліщів роду Naiadacarus